# البنس (عملة إنجليزية)

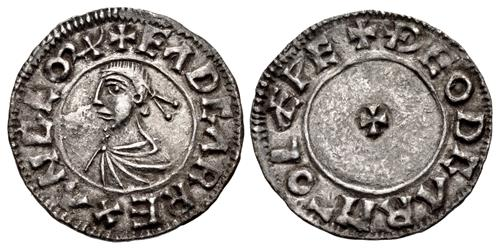
بنس "إصلاحي" فضي لإدغار الأول ملك إنجلترا بدار سك العملة في لويس، ق. 973.

البني الإنجليزي (الجمع "بنس") وهو في الأصل عملة معدنية تزن 1.3 إلى 1.5 غرام (0.042 إلى 0.048 أوقية ترويسية؛ 0.046 إلى 0.053 أونصة) من الفضة النقية قدمه ق. 785 الملك أوفا من ميرسيا. وكانت هذه العملات المعدنية مماثلة في الحجم والوزن للعملات النقدية القارية في تلك الفترة والعملات المعدنية الأنجلو ساكسونية التي سبقتها.
طوال فترة مملكة إنجلترا منذ بداياتها في القرن التاسع، كان ينتج البنس من الفضة. والبنسات من نفس القيمة الاسمية 1⁄240 من الجنيه الإسترليني حيث ظلت متداولة بصفة مستمرة حتى تأسيس مملكة بريطانيا العظمى في عام 1707.

## أصل الكلمة
يأتي اسم "بيني" من الكلمة الإنجليزية القديمة بينيجي (واضح [ˈpennije]) يشترك في نفس الجذر مع الكلمة الألمانية بفينغ. ويأتي اختصاره d من كلمة دناريوس الرومانية وكان يستخدم حتى النظام العشري في عام 1971.

## العبارات الاصطلاحية
بسبب انتشارها الواسع تراكمت لدى البنسات عدد كبير من التعبيرات الاصطلاحية التي تشير إلى اسمها وعادة ما يتعرف عليها نتيجة لشيوعها وقيمتها الضئيلة. قد يشمل ذلك:
- قطع (واحد) بدون بنس واحد
- يعني بما يكفي لسرقة فلس واحد من عيني رجل ميت
- ليس لدي فلسين لفركهما معًا
- بخيل "بني بنشر"
- حكيم في البنس وغبيّ في الجنيه
- أنفق بنسًا واحدًا
- يستحق كل قرش

## التاريخ
كانت البنسات الفضية الأنجلو ساكسونية هي العملة المستخدمة لدفع الدانجيلد وهي في الأساس أموال حماية تُدفع للفايكنج حتى يرحلوا ولا يخربو الأرض. ولتوضيح مدى ثقل العبء الذي كان يمثله الدانماركيون فقد عثر على عدد أكبر من البنسات الأنجلوساكسونية من العقود التي أعقبت الألفية الأولى في الدانمارك مقارنة بإنجلترا. في عهد إثيلريد غير المستعد (978-1016)، دفع حوالي 40 مليون بنس للدنمركيين، بينما سدد الملك كانوت (كنوت) (1016-1035) لجيشه الغازي 20 مليون بنس أخرى. ويصل هذا إلى حوالي 2,800,000 أوقية ترويسية (87 طن متري؛ 96 طن صغير) من الفضة وهو ما يعادل 250,000 جنيه إسترليني في ذلك الوقت، ويقدر بحوالي 10 ملايين جنيه إسترليني في اعتبارًا من 2005 (قد تكون قوتها الشرائية في ذلك الوقت قد تجاوزت 100 مليون جنيه إسترليني، وقد وصلت إلى مليار جنيه إسترليني في عام 2005).
كان وزن البنس في البداية يتراوح بين 20 إلى 22.5 حبة حديثة (1.3 إلى 1.5) ج). وحد إلى 32 حبة برج 1⁄240 من رطل البرج (حوالي 350 ج ). ضبطت السبائك على الفضة الإسترلينية بدرجة نقاء 925 في عام 1158 في عهد الملك هنري الثاني. غير معيار الوزن إلى جنيه طروادة (373.242 ج) في عام 1527 في عهد هنري الثامن، أي أن وزن البنس أصبح حوالي 1.555 جرام. وبما أن نقاء ووزن العملة المعدنية كانا أمرين بالغي الأهمية فإن اسم صانع العملة واسم دار سك العملة كان يظهر في كثير من الأحيان على الجانب الخلفي للعملة.
منذ عهد الملك أوفا كان البنس هو الفئة الوحيدة من العملات المعدنية التي سكت في إنجلترا لمدة 500 عام، حتى محاولة الملك هنري الثالث إصدار العملات الذهبية في عام 1257 وبعض أنصاف البنسات والفرثنج في عام 1222 وإدخال الجروت من قبل الملك إدوارد الأول في عام 1279 والذي أعيد في عهده أيضًا إدخال نصف البنس والفرثنج، والإصدارات اللاحقة للملك إدوارد الثالث.
في وقت إجراء تحليل دار سك العملة في لندن عام 1702 بواسطة السير إسحاق نيوتن عرف محتوى الفضة في العملات البريطانية على أنه أونصة تروي واحدة من الفضة الإسترلينية مقابل 62 بنسًا أو502 مـغ لكل بنس. ومن ثم فإن قيمة الجنيه الإسترليني النقدي كانت تعادل 3.87 أوقية ترويسية (120 غ) فقط من الفضة الاسترلينية. كان هذا هو المعيار من عام 1601 إلى عام 1816.

## البنسات حسب الفترة
- تاريخ البنس الإنجليزي (حوالي 600 – 1066)
- تاريخ البنس الإنجليزي (1066-1154) (النورمان الأوائل والفوضى 1066-1154)
- تاريخ البنس الإنجليزي (1154-1485) (عائلة بلانتاجنت 1154-1485)
- تاريخ البنس الإنجليزي (1485-1603) (آل تيودور 1485-1603)
- تاريخ البنس الإنجليزي (1603-1707) (عائلة ستيوارت والكومنولث)
- تاريخ البنس البريطاني (1714-1901) (الهانوفريون)
- تاريخ البنس البريطاني (1901-1970) (بنس القرن العشرين 1901-1970)
- يوم العشرية 1971
- البنس (عملة بريطانية عشرية) (بعد النظام العشري 1971 حتى الآن)

## الملاحظات
1. ↑  "How Much Are Old Pennies Worth? | BullionByPost". www.bullionbypost.co.uk. مؤرشف من الأصل في 2025-06-22. اطلع عليه بتاريخ 2025-06-30.
2. ↑  وفي الواقع وحتى ظهور النظام العشري في عام 1971، طرحت عملة بني جديدة بقيمة 2.4 مرة أكبر من قيمة العملة القديمة.
3. ↑  "Penny | The Royal Mint". www.royalmint.com (بالإنجليزية البريطانية). Archived from the original on 2025-06-22. Retrieved 2025-06-30.
4. ↑  "Penny - Idioms". The Free Dictionary. مؤرشف من الأصل في 2024-03-14.
5. ↑  "Coins of the UK - The Penny". www.coins-of-the-uk.co.uk. مؤرشف من الأصل في 2025-03-29. اطلع عليه بتاريخ 2025-06-30.